# Cazadores
Cazadores és un curtmetratge espanyol dirigit per Achero Mañas el 1996.

## Argument
En una sèrie d'entrevistes, uns nens declaren davant la càmera com cacen i després torturen certs animals (llangardaixos, ratolins, gats). Un d'aquests nens, després de caçar un gat, se n'adona del mal que fa a un gat i abandona aquestes pràctiques cruels.

## Repartiment
- José Luis Maya Fernández
- Salvador Martínez Villamil
- Juan Carlos Bernui

## Premis
El 1997 fou guardonat amb el Goya al millor curtmetratge de ficció.